# Чкуаселі Автанділ Нойович
Автанділ Нойович Чкуаселі (рос. Автандил Ноевич Чкуасели, груз. ავთანდილ ჭკუასელი, нар. 31 грудня 1931, Тбілісі — пом. 12 вересня 1994, Тбілісі) — радянський футболіст, що грав на позиції нападника.
Протягом усієї кар'єри виступав за клуб «Динамо» (Тбілісі), у складі якого ставав другим призером чемпіонатів СРСР 1951 та 1953 років, а також зіграв один матч за національну збірну СРСР.

## Клубна кар'єра
Вихованець 35-ї футбольної школи Міністерства освіти (Тбілісі), в якій навчався з 1946 року.
У дорослому футболі дебютував 1950 року виступами за «Динамо» (Тбілісі), кольори якого і захищав протягом усієї своєї кар'єри гравця, що тривала десять років. За цей час зіграв у чемпіонатах 91 матч, в яких забив 30 голів.

## Виступи за збірну
У складі збірної був учасником футбольного турніру на Олімпійських іграх 1952 року у Гельсінкі, на якому зіграв свій єдиний матч за збірну — 22 липня проти збірної Югославії в чвертьфіналі турніру, який завершився перемогою балканців з рахунком 3:1.

## Після футболу
Після закінчення кар'єри був на адміністративній та науковій роботі. Працював заступником начальника (з жовтня 1974 по березень 1976 року) та начальником Управління футболу Спорткомітету Грузинської РСР (з квітня 1976 по лютий 1984 та з листопада 1987 по серпень 1988 року).
Завідував кафедрою футболу Грузинського ДІФКу, доцент (1984—1994) (з перервою).
Помер 12 вересня 1994 року на 63-му році життя у рідному місті Тбілісі.

## Статистика виступів за збірну
У складі збірної СРСР провів 1 матч
| 22 липня 1952 ОІ 1952 |

| СРСР      | 1 : 3 | Юглславія                                  |
| --------- | ----- | ------------------------------------------ |
| Бобров 6' | Звіт  | Митич 19' Бобек 29' (пен.) Чайковський 54' |

| «Ратіна» (Тампере) Глядачів: 19 616 Арбітр: Артур Елліс (Англія) |

СРСР: Іванов, Крижевський, Башашкін, Нирков, Петров, Нетто, Трофімов, Ніколаєв, Бобров (), Бєсков, Чкуаселі. Тренер — Аркадьєв.
Югославія: Беара, Станкович, Црнкович, Чайковський, Хорват (), Бошков, Огнянов, Митич, Вукас, Бобек, Зебець. Тренер — Арсенієвич.